# Queenhill
Queenhill – wieś w Anglii, w hrabstwie Worcestershire, w dystrykcie Malvern Hills. Leży 18 km na południe od miasta Worcester i 155 km na zachód od Londynu.